# The Humans (film)
Cet article concerne le film. Pour le jeu vidéo, voir The Humans.
Pour les articles homonymes, voir Humans.
Pour plus de détails, voir Fiche technique et Distribution.
The Humans est un film dramatique américain écrit et réalisé par Stephen Karam et sorti en 2021. Il s'agit de son premier long métrage et de l'adaptation de sa pièce de théâtre du même titre (2015).

## Fiche technique
Sauf indication contraire, les informations mentionnées dans cette section peuvent être confirmées par la base de données cinématographiques IMDb,  présente dans la section « Liens externes ».
- Titre original et français : The Humans
- Réalisation et scénario : Stephen Karam, d'après sa pièce de théâtre du même titre (2015)
- Musique : Nico Muhly
- Direction artistique : Karen Schulz Gropman
- Décors : David Gropman
- Costumes : Ann Roth
- Photographie : Lol Crawley
- Montage : Nick Houy
- Production : Eli Bush et Scott Rudin

Production déléguée : Louise Lovegrove
- Sociétés de production : A24 Films et IAC
- Société de distribution : A24 Films
- Pays d'origine :  États-Unis
- Langue originale : anglais
- Format : couleur
- Genre : drame
- Durée : n/a
- Date de sortie : 
  - Canada : 12 septembre 2021 (festival de Toronto)
  - États-Unis : 24 novembre 2021 (sortie limitée)

## Distribution
- Jayne Houdyshell : Deirdre Blake
- Richard Jenkins : Erik Blake
- Beanie Feldstein : Brigid
- Amy Schumer : Aimee
- Steven Yeun : Richard
- June Squibb : Momo[1]

## Production
En mars 2019, A24 Films, IAC, Scott Rudin et Eli Bush conclurent un marché avec Stephen Karam pour adapter sa pièce de théâtre en long métrage. Jayne Houdyshell reprend son rôle théâtral dans le film, aux côtés de Beanie Feldstein, Richard Jenkins, Amy Schumer et Steven Yeun qui sont engagés.
Le tournage a lieu à New York, en septembre 2019.